# Поленкур-э-Клерфонтен
Поленку́р-э-Клерфонте́н (фр. Polaincourt-et-Clairefontaine) — коммуна во Франции, находится в регионе Франш-Конте. Департамент — Верхняя Сона. Входит в состав кантона Аманс. Округ коммуны — Везуль.
Код INSEE коммуны — 70415.

## География

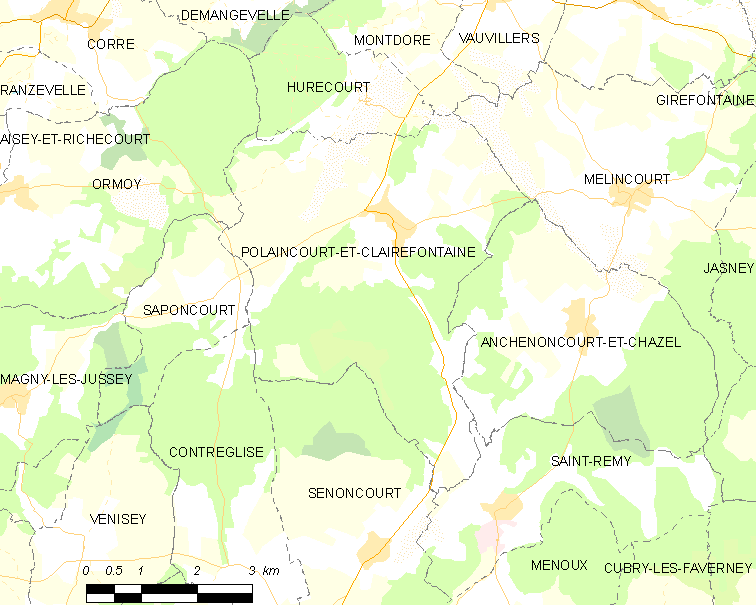
Карта коммуны

Коммуна расположена приблизительно в 300 км к юго-востоку от Парижа, в 75 км севернее Безансона, в 30 км к северу от Везуля.

## Население
Население коммуны на 2010 год составляло 809 человек.
| 1962 | 1968 | 1975 | 1982 | 1990 | 1999 | 2010 |
| ---- | ---- | ---- | ---- | ---- | ---- | ---- |
| 931  | 1048 | 1085 | 1221 | 1187 | 900  | 809  |

## Экономика
В 2010 году среди 535 человек трудоспособного возраста (15—64 лет) 313 были экономически активными, 222 — неактивными (показатель активности — 58,5 %, в 1999 году было 57,8 %). Из 313 активных жителей работали 285 человек (161 мужчина и 124 женщины), безработными было 28 (16 мужчин и 12 женщин). Среди 222 неактивных 21 человек были учениками или студентами, 69 — пенсионерами, 132 были неактивными по другим причинам.

## Достопримечательности
- Замок Клерфонтен (XVII век). Исторический памятник с 1971 года[3]